# مارتین استراکا
مارتین استراکا (انگلیسی: Martin Straka؛ زادهٔ ۳ سپتامبر ۱۹۷۲) بازیکن هاکی روی یخ اهل جمهوری چک بود.
از باشگاه‌هایی که در آن بازی کرده‌است می‌توان به نیویورک رنجرز اشاره کرد.